# 美国国务院国际信息局
国际信息局（英語：Bureau of International Information Program）是美国国务院的一个下属机构，负责向国外公众介绍美国及其对外政策。